# Yoann Cathline
Yoann Cathline (Champigny-sur-Marne, 22 luglio 2002) è un calciatore francese, centrocampista dell'Utrecht.

## Carriera

### Club
Cresciuto nei settori giovanili di Créteil-Lusitanos e Torcy, nel 2019 passa al Guingamp, con cui il 4 giugno 2020 firma il primo contratto professionistico, di durata triennale. Il 10 gennaio 2022 prolunga fino al 2025 con il club rossonero; il 19 aprile segna la prima rete con la squadra delle Côtes-d'Armor, nella partita di Ligue 2 vinta per 3-0 contro il Pau.
Il 5 settembre seguente viene acquistato dal Lorient.

### Nazionale
Ha giocato nella nazionale francese Under-20.

## Statistiche

### Presenze e reti nei club
Statistiche aggiornate al 5 novembre 2022.
| Stagione        | Squadra         | Campionato      | Campionato | Campionato | Coppe nazionali | Coppe nazionali | Coppe nazionali | Coppe continentali | Coppe continentali | Coppe continentali | Altre coppe | Altre coppe | Altre coppe | Totale | Totale |
| Stagione        | Squadra         | Comp            | Pres       | Reti       | Comp            | Pres            | Reti            | Comp               | Pres               | Reti               | Comp        | Pres        | Reti        | Pres   | Reti   |
| --------------- | --------------- | --------------- | ---------- | ---------- | --------------- | --------------- | --------------- | ------------------ | ------------------ | ------------------ | ----------- | ----------- | ----------- | ------ | ------ |
| 2021-2022       | Guingamp        | L2              | 20         | 1          | CF              | 2               | 0               | -                  | -                  | -                  | -           | -           | -           | 22     | 1      |
| lug.-set. 2022  | Guingamp        | L2              | 5          | 0          | CF              | 0               | 0               | -                  | -                  | -                  | -           | -           | -           | 5      | 0      |
| Totale Guingamp | Totale Guingamp | Totale Guingamp | 25         | 1          |                 | 2               | 0               |                    | -                  | -                  |             | -           | -           | 27     | 1      |
| set. 2022-2023  | Lorient         | L1              | 5          | 1          | CF              | 0               | 0               | -                  | -                  | -                  | -           | -           | -           | 5      | 1      |
| Totale carriera | Totale carriera | Totale carriera | 30         | 2          |                 | 2               | 0               |                    | -                  | -                  |             | -           | -           | 32     | 2      |